# Melanitis desperatat
Melanitis desperatat är en fjärilsart som beskrevs av Hans Fruhstorfer 1908. Melanitis desperatat ingår i släktet Melanitis och familjen praktfjärilar. Inga underarter finns listade i Catalogue of Life.